# Wilhelm Molterer
Wilhelm Molterer (ur. 14 maja 1955 w Steyr) – austriacki polityk, parlamentarzysta, w latach 1994–2003 minister rolnictwa, od 2007 do 2008 przewodniczący Austriackiej Partii Ludowej (ÖVP), a także wicekanclerz i minister finansów.

## Życiorys
Urodził się w Steyr w Górnej Austrii jako Wilhelm Kletzmayr. Był wychowywany przez wujostwo Moltererów, przez których w wieku 14 lat został przysposobiony. W latach 1974–1981 studiował ekonomię na Universität Linz. Od 1979 jednocześnie pracował na tej uczelni.
Zaangażował się w działalność polityczną w ramach Austriackiej Partii Ludowej. W latach 1981–1984 był etatowym pracownikiem Österreichischer Bauernbund, organizacji rolniczej afiliowanej przy ÖVP. Następnie do 1986 zatrudniony w biurze jednego z członków rządu Górnej Austrii. W 1987 rozpoczął pracę w austriackim ministerstwie rolnictwa jako sekretarz w biurze ministra Josefa Rieglera, a od 1989 dyrektor biura ministra Franza Fischlera. W latach 1990–1993 pełnił obowiązki dyrektora Österreichischer Bauernbund.
W 1990 po raz pierwszy został posłem do Rady Narodowej. W niższej izbie austriackiego parlamentu (z przerwami na czas pełnienia funkcji rządowych) zasiadał do 2011 w okresie XVIII, XIX, XX, XXI, XXII, XXIII i XXIV kadencji. W latach 1993–2004 sprawował urząd ministra rolnictwa. Od 2003 do 2007 pełnił funkcję przewodniczącego klubu poselskiego ÖVP w Radzie Narodowej. Od 1995 był wiceprzewodniczącym tego ugrupowania.
Po przegranych przez Austriacką Partię Ludową wyborach w 2006 i zawiązaniu wielkiej koalicji z Socjaldemokratyczną Partią Austrii 11 stycznia 2007 mianowany został wicekanclerzem i ministrem finansów w rządzie Alfreda Gusenbauera. Po ustąpieniu Wolfgagna Schüssela z funkcji przewodniczącego ludowców 9 stycznia 2007 został pełniącym obowiązki przewodniczącego partii. 21 kwietnia 2007 podczas partyjnej konwencji oficjalnie wybrano go na przewodniczącego Austriackiej Partii Ludowej.
7 lipca 2008 Wilhelm Molterer ogłosił wyjście ÖVP z tzw. wielkiej koalicji, motywując to sprzecznościami z SPÖ. Głównym powodem była rozbieżność w sprawie stosunku do ratyfikacji Traktatu Lizbońskiego. ÖVP domagała się ponownej ratyfikacji traktatu w referendum w związku z odrzuceniem go w referendum w Irlandii. Socjaldemokraci wykluczali natomiast organizację powszechnego głosowania. W tej sytuacji 9 lipca 2008 parlament austriacki podjął decyzję o rozpisaniu przedterminowych wyborów na dzień 28 września 2008. W wyborach tych ÖVP poniosła porażkę, zajmując drugie miejsce i zdobywając 50 mandatów. Był to najsłabszy wynik tej partii w historii. Wilhelm Molterer 29 września 2008 zrezygnował z funkcji przewodniczącego ugrupowania. Na stanowisku tym zastąpił go Josef Pröll. 2 grudnia 2008 Josef Pröll zastąpił go również na stanowisku wicekanclerza i ministra finansów.
W 2011 zrezygnował z mandatu poselskiego, obejmując funkcję wiceprezesa Europejskiego Banku Inwestycyjnego. Został też przewodniczącym rady dyrektorów think tanku Globsec.